# 北海道道1121号月形幌向線

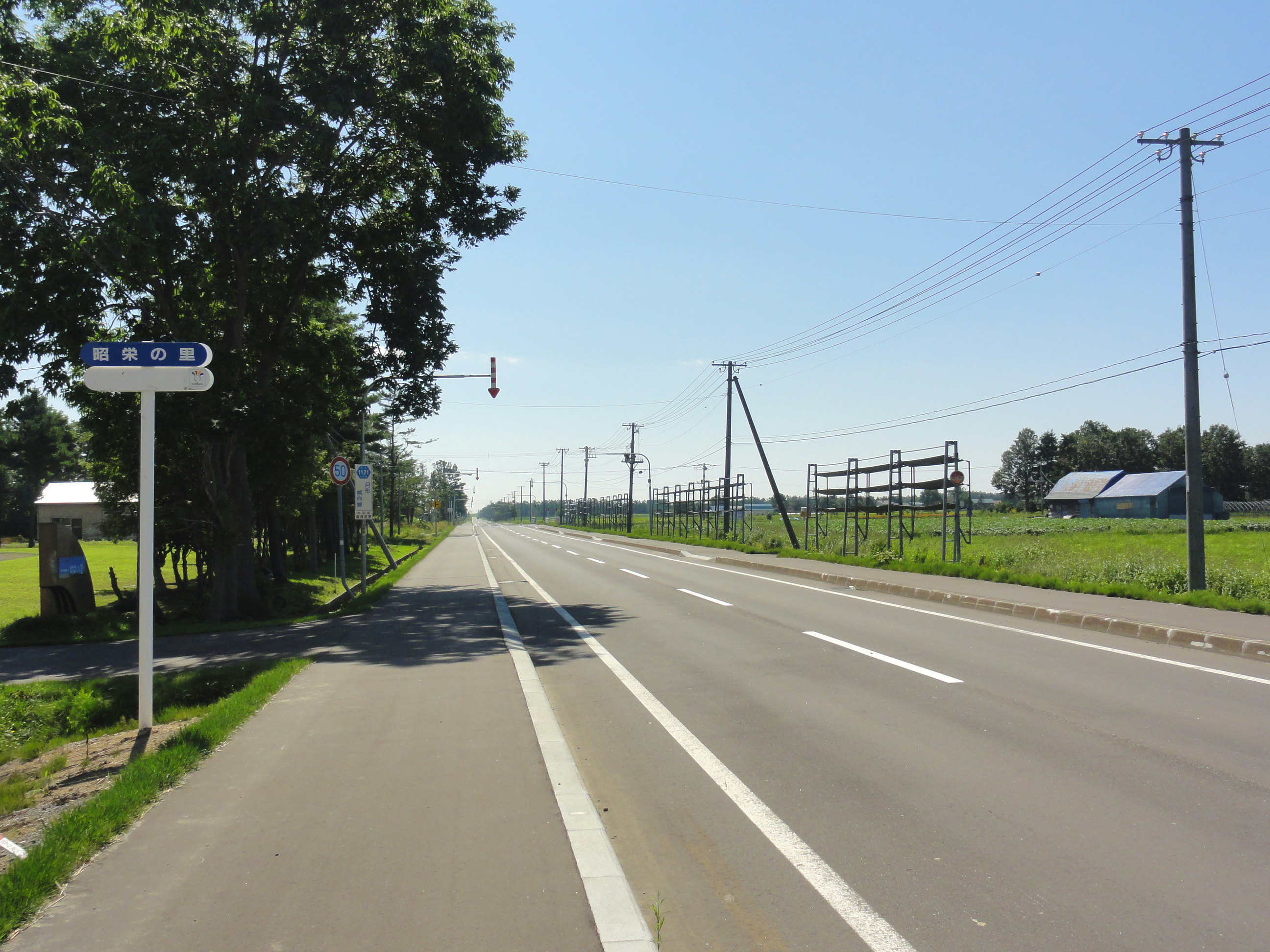
月形町篠津原野付近（2012年8月撮影）

北海道道1121号月形幌向線（ほっかいどうどう1121ごう つきがたほろむいせん）は、北海道樺戸郡月形町と岩見沢市を石狩郡新篠津村を経て結ぶ一般道道（北海道道）である。

## 概要

### 路線データ
- 起点：北海道樺戸郡月形町南耕地（国道275号交点）
- 終点：北海道岩見沢市幌向南1条1丁目（国道12号・北海道道340号栗丘幌向停車場線交点）
- 路線延長：22.6km（内、重複区間2.3km）

## 歴史
- 1994年（平成6年）4月1日 路線認定[1]。

## 路線状況

### 道路施設
主な橋梁
- たっぷ大橋（石狩川） - 新篠津村第47線 - 岩見沢市北村幌達布（重複区間）

## 地理

### 通過する自治体
- 空知総合振興局
  - 樺戸郡月形町
  - 岩見沢市
- 石狩振興局
  - 石狩郡新篠津村

月形町 - 新篠津村 - 岩見沢市の順に通過する。

### 交差する道路
月形町
- 国道275号 - 南耕地（起点）

新篠津村
- 北海道道751号新篠津金沢線 - 第47線
- 北海道道139号江別奈井江線 - 第47線（重複）
- 北海道道81号岩見沢石狩線 - 第47線（重複）

岩見沢市
- 北海道道139号江別奈井江線 - 北村幌達布（重複）
- 北海道道81号岩見沢石狩線 - 北村幌達布（重複）
- 国道12号 - 幌向南1条1丁目（終点）
- 北海道道340号栗丘幌向停車場線 - 幌向南1条1丁目（終点）

### 沿線にある施設など
新篠津村
- 新篠津村農協（JA新しのつ） - 第47線北13